# قائمة الطائرات المسيرة

## تونس
- جبل العسّة(طائرة)[1]
- براق (طائرة)[2]
- جنّ (مروحية)[3]
- النسناس ام كي 1(طائرة)[4]
- النسناس الخارق(طائرة)
- سار (مروحية)[5]

## السعودية
- سكايغارد
- صقر (طائرة بدون طيار)
- صقر1 (طائرة بدون طيار)
- صقر2

## ألمانيا
طائرة لونا LUNA طائرة استطلاعية لا تحمل صواريخ نجحت في حرب أفغانستان والآن تحقق نجاحات باهرة

## إسرائيل
- هيرون (طائرة)
- بيرد آي (طائرة)
- أيتان (طائرة)
- هاروب (طائرة)

## إيران
- كرار
- مهاجر

## فرنسا
سافران باترولر

## الولايات المتحدة الأمريكية
- آر كيو-20 بوما